# Тихонов, Михаил Михайлович
Михаил Михайлович Тихонов (15 сентября 1995, Москва) — российский хоккеист, защитник.

## Биография
Воспитанник московского клуба «Русь». В сезонах 2012/13 — 2013/14 — игрок клуба МХЛ «СКА-Нева», в сезоне 2013/14 — также игрок клуба ВХЛ «ВМФ-Карелия». 24 ноября 2014 года вместе с Евгением Рясенским и Алексеем Гришиным был обменян в «Нефтехимик» на Николая Белова и право выбора в первом раунде драфта 2016 года. Единственный матч в КХЛ в составе клуба сыграл через пять дней — в домашней игре против «Ак Барса» (1:4) провёл 29 секунд, заработав показатель полезности «-1». Сыграл 25 матчей за «Реактор» в МХЛ. 15 мая 2015 года в обмен на денежную компенсацию вернулся в СКА. 6 декабря 2016 года вместе с Денисом Орлович-Грудковым был обменян в хабаровский «Амур» на Артёма Зуба, сыграл в КХЛ два матча. 13 января 2017 года контракты с Тихоновым и Орлович-Грудковым были расторгнуты по обоюдному согласию сторон. Продолжил выступления за «СКА-Неву». Единственный матч за СКА в КХЛ провёл 27 февраля 2018 года в гостях против «Йокерита» (3:5) — в игре не принимали участие хоккеисты, выигравшие два дня назад олимпийский турнир в Пхёнчхане. 9 июля 2020 года перешёл в «Северсталь». С сезона 2024/25 — игрок команду ВХЛ «Тамбов».
Победитель зимней Универсиады 2019 года в Красноярске.